# Kommunikationskanal
 For alternative betydninger, se Kanal (flertydig). (Se også artikler, som begynder med Kanal)
En kommunikationskanal er grundlæggende den vej, to parter bruger, når der overføres information fra den ene til den anden.
Begrebet bruges i flere sammenhænge:
1. Teknisk kommunikationskanal. Fx telefonsamtale, brevpost, e-post, radiokanal eller en fjernsynskanal.
2. Salgsmæssig kommunikationskanal.